# Однофамілець (фільм)
«Однофамі́лець» (рос. «Однофамилец») — радянський двосерійний телефільм 1978 року, режисера Ольгерда Воронцова, гостросоціальна виробнича драма, поставлена за однойменною повістю Данила Граніна.

## Сюжет
Начальник БМУ Павло Кузьмін (Георгій Жжонов), проходячи біля Будинку вчених у Ленінграді, де проводилася наукова конференція математиків, мигцем у вікні побачив свою давню знайому з молодості. Перебуваючи під враженням спогадів, він нерішуче заходить у будівлю, й абсолютно несподівано для себе виявляє в списку делегатів своє прізвище. Після недовгих вагань Кузьмін користується цим і заходить на конференцію. З першого погляду — Кузьмін тут зовсім чужий. Йому, інженерові-виробничнику, здавалося б, зовсім далекі високі матерії формул. Перебуваючи на засіданні, Кузьмін слухає доповідь молодого перспективного вченого, який знайшов революційний спосіб вирішення лінійних систем, що дозволяє на практиці освоювати нові космічні технології. Доповідь стає справжньою сенсацією, вчені активно обговорюють відкриття. Але виявляється, що все рішення відкриття молодого вченого ґрунтується на нікому не відомому «рівнянні Кузьміна» 30-річної давнини, яке молодий учений випадково виявив у потайничках Політехнічного інституту. Після кількох реплік Кузьміна глядачеві стає зрозуміло, що це і є «той самий Кузьмін». Виявляється, багато років тому він був талановитим студентом-математиком, але в одну мить кинув усе й поїхав працювати на виробництво в Сибір. І ось тепер перед Кузьміним відкриваються блискучі перспективи, колишні колеги пропонують йому повернутися в науку, адже тепер рівняння Кузьміна — це «мінімум докторська без захисту».
Поступово перед глядачем розгортається історія тих подій. Молодого талановитого вченого «зламали», він виявився пішаком у чужій грі між лідерами вченого світу. Він кинув науку й пішов працювати в БМУ. Тепер, через багато років, він повертається до тих подій і людей, з чиєї вини було зламане його життя…

## У ролях
- Георгій Жжонов —  Павло Віталійович Кузьмін, начальник БМУ
- Алла Покровська —  Валентина Львівна (Аля) Лазарева, доцент
- Ростислав Плятт —  Олексій Володимирович Лаптєв, учений
- Анатолій Ромашин —  Василь Корольков, чоловік Лазаревої
- Ігор Янковський —  Саша Зубаткін («Сандрич»)  (озвучує  Юрій Демич)
- Джемал Моніава —  Віктор Анчабадзе
- Максуд Мансуров —  Нурматов
- Вадим Яковлєв —  Голубєв, бригадир
- Юхим Байковський —  учасник наукової конференції  (озвучує  Всеволод Ларіонов)
- Роман Громадський —  інженер-будівельник
- Сергій Піжель —  робітник
- Ернст Романов —  Рішар, французький математик
- Ірина Магуто —  адміністратор наукової конференції
- Олександр Момбелі —  Петро Ярцев, математик

## Знімальна група
- Автор сценарію:  Данило Гранін
- Режисер-постановник:  Ольгерд Воронцов
- Оператор-постановник:  Борис Шапіро
- Художник-постановник:  Юрій Істратов
- Композитор:  Євген Крилатов
- Звукооператор: Аліакпер Гасан-Заде